# Радовишка афера
Радовишката или Дединската афера от 1897 година е провал в организационната мрежа на Вътрешната македоно-одринска революционна организация вследствие разкрития и арести от страна на османските власти.
На 25 август 1897 година в Дедино са убити от организационни хора начело с Тодор Станков двама колджии за тютюн. При последвалите обиски властите намарат в къщата на поп Петър торбичка с патрони, а в други къщи — няколко пушки. Предприемат се масови арести и изтезания, които засягат 120 души. От тях 28 са осъдени от скопския съд на 3 до 101 година затвор, а шестима умират в затвора Куршумли хан преди разглеждането на делото. Двойното убийство е подведено като криминално престъпление и последиците му се ограничават само в Дедино и Инево. Четирима души от Дедино са осъдени на смърт, обвинени в „участие в събитието, при което групово и с оръжие били следени и пленена жандармът Хюсеин и монополният пазач Аго, докато водели към властите свещеника Петре от село Дедино, който бил арестуван поради нелегално носене в торбата си на фишеци за оръжие с цел да предизвика бунтовнически провокации; двамата заедно с циганина Салих, който случайно се намерил там, били отведени в гората, след което били убити Хюсеин и циганинът Салих“. През април 1904 година са амнистирани с общата амнистия.